# 近似値
近似値（きんじち）とは、誤差が十分に小さいと見做せる数値のこと。あるいは、ある数値を丸める（端数処理）などして、情報を一部削って得られる値。

## 代表例

### 円周率
学校教育などで円周率 π の値として用いられる 3.14 も、近似値である。円周率は広く知られている無理数であり、整数の商として表せない。すなわち、その小数表示は有限桁で途切れたり、循環したりすることはなく、
{\displaystyle \pi =3.1415926535897932384626433832795\cdots } (A000796)
のようになる。
3.14 や 3.14159 などが度々用いられるが、「区切りのいい数字」で書かれる値ばかりが近似値ではない。例えば、アルキメデスが正九十六角形を用いて円周率の詳しい値を計算したという話は有名であるが、それにより円周率の近似値 22/7 や 223/71 が得られる。さらに精度の高い近似値として 355/113 が用いられる。他にも {\displaystyle {\sqrt {10}}}や{\displaystyle {\sqrt {2}}+{\sqrt {3}}}などの無理数を円周率の近似値として用いることもある。(平方根は代数的数なので、超越数である円周率よりはまだ計算に向いているため、このような近似も意味があるわけである。)

### 平方根
平方数でない整数の平方根も無理数であり、現実的な計算にはしばしば近似値が用いられる。2 の正の平方根{\displaystyle {\sqrt {2}}} の場合ではその小数展開が
{\displaystyle {\sqrt {2}}=1.4142135623730950488016887242097\cdots }
となるため、1.41 や 1.414 などが近似値として用いられる。同様に、{\displaystyle {\sqrt {3}}}は 1.732、{\displaystyle {\sqrt {5}}}は 2.236 などが近似値として使われる。

## 数値計算における近似値の必要性
上記に挙げた例のような有限の資源で表示できない値では、正確な計算ができなかったり、計算が終わらなかったりする。コンピュータで計算する場合には、桁あふれが発生し全体の処理に影響を及ぼすことがある。
この問題を解消するために、ある程度まで情報を削除し、計算を簡略させるために近似値を用いる。
当然、得られた結果は正確なものではないので、誤差の評価もきちんと行うことが要求される。